# 제3부두 0번지
"제3부두 0번지"는 1966년 공개된 대한민국의 영화이다.

## 배역
- 신성일
- 문희
- 독고성
- 김석강
- 전계현
- 문은미
- 박기범
- 김승
- 이예민
- 양일민
- 최창호
- 박기택
- 태무진
- 이창식
- 성주헌
- 조덕성
- 박병기
- 추봉